# Donji Stepoš
Donji Stepoš (serb. Доњи Степош) ist ein Ort in der serbischen Gemeinde Kruševac.
Der Ort hat 484 Einwohner (Zensus 2002).